# 五十円玉二十枚の謎
五十円玉二十枚の謎（ごじゅうえんだまにじゅうまいのなぞ）は、推理作家の若竹七海が大学生のときに体験した奇妙な出来事を巡る謎。
今までに多くの推理作家がこの謎に挑戦しており、解答の一般公募も1991年と2000年の計2回行われている。

## 奇妙な出来事
その奇妙な出来事は、若竹七海がアルバイトをしていた池袋の書店で、毎週土曜日になると50円玉20枚を握りしめた男が現われて、千円札への両替だけ済ませるといそいそと帰っていったというものである。

## 競作 五十円玉二十枚の謎
1990年、若手推理作家数十人が集まって雑談をしていた際に、若竹七海が「五十円玉二十枚の謎」の話を持ち出した。その後、東京創元社の編集者（当時）・戸川安宣から、そのテーマで競作するという提案がなされ、年刊のオリジナル・アンソロジー『鮎川哲也と十三の謎'91』（東京創元社、1991年12月）に若竹七海による「出題」、法月綸太郎「解答編Ⅰ」、依井貴裕「解答編Ⅱ」が掲載された。また、同書で一般公募の告知がなされた。
一般公募作品は締め切りまでに36編が寄せられ、またプロ作家からも新たに4編の解答編が寄せられたことから、当初予定していた『創元推理1』への掲載をやめ、別冊として単行本化することになった。
一般公募での受賞者の中には、翌1994年1月に東京創元社から単行本デビューすることになる倉知淳や、同じく1994年に第1回創元推理短編賞を受賞してデビューする剣持鷹士がいた。
『競作 五十円玉二十枚の謎』
- 創元推理別冊、東京創元社、1993年1月 ISBN 978-4488024048
- 創元推理文庫、東京創元社、2000年11月 ISBN 978-4488400521

収録作
- 若竹七海 - 五十円玉二十枚の謎 問題編
- 法月綸太郎 - 解答編――土曜日の本
- 依井貴裕 - 解答編
- 一般公募の部
  - 若竹賞 - 佐々木淳（倉知淳）
  - 法月賞 - 高尾源三郎
  - 依井賞 - 谷英樹
  - 優秀賞 - 矢多真沙香
  - 優秀賞 - 榊京助
  - 最優秀賞 - 高橋謙一（剣持鷹士）
- プロ作家の部
  - 有栖川有栖 - 老紳士は何故……？
  - 笠原卓 - 五十円玉二十個を両替する男 または編集長Y・T氏の陰謀
  - 阿部陽一 - 五十円玉二十枚両替男の冒険
  - 黒崎緑 - 消失騒動
- プラス1ボーナス
  - いしいひさいち - 50円玉とわたし（マンガ）

## 新・五十円玉二十枚の謎
2000年11月に前記の『競作 五十円玉二十枚の謎』が文庫化され、その巻末で、2001年5月末日を締め切りとして再び原稿募集が行われた。この時の公募では、ある店を定期的に訪れて硬貨の両替を頼むという骨格さえ変えなければ、ある程度自由な環境設定をしていいとされた。
締め切りまでに前回の6倍の217編の応募があり、『創元推理21』に以下の3編が掲載された。
『創元推理21』2002年夏号 - 特集 新・五十円玉二十枚の謎
- 東京創元社、2002年8月 ISBN 978-4488495053
  - 最優秀賞 - 石沢尋「平凡な生活」
  - 優秀賞 - 紺野晴香「虫送り」
  - 優秀賞 - 園田修一郎「新約五十円玉二十枚の謎」

## 関連小説
- 愛川晶「一円切手四枚の謎」（『創元推理』9 1995年夏号（1995年6月）に収録）
- 北村薫『ニッポン硬貨の謎』
- 澤木喬「ゆく水にかずかくよりもはかなきは」（『いざ言問はむ都鳥』に収録）
- 青崎有吾「風ヶ丘五十円玉祭りの謎」（『風ヶ丘五十円玉祭りの謎』に収録）

## 関連情報
- 谷川流「五×二十」 - 『メフィスト』（講談社）2007年5月号および「webメフィスト」に掲載されたエッセイで、谷川自身が子供の頃に「5円玉20枚を100円玉に両替してもらう」ということを繰り返していたと述べている[1]。
- 鮎川哲也は、『本格推理4 殺意を継ぐ者たち』（1994年8月）の巻末で、自分が書くつもりだった解答編のプロットを紹介している。
- 『創元推理』2 1993年春号（1993年5月）のp.236に、五十円玉二十枚の謎についての読者の手紙が紹介されている。それによると、若竹七海の目撃の5年ほど前にも、池袋の書店に五十円玉を大量に持った男が現われていたという。
- 「五十円玉二十枚の謎」はラジオドラマ化され、TBSラジオをキー局にした「ラジオ図書館」で1993年4月11日にオンエアされた[2]。
- 日常の謎